# Hosta albofarinosa
Hosta albofarinosa är en sparrisväxtart som beskrevs av D.Q.Wang. Hosta albofarinosa ingår i släktet funkior, och familjen sparrisväxter. Inga underarter finns listade i Catalogue of Life.